# Metabonellia haswelli
Metabonellia haswelli är en djurart som tillhör fylumet skedmaskar, och som först beskrevs av Jonhston och Tiegs 1920.  Metabonellia haswelli ingår i släktet Metabonellia och familjen Bonelliidae. Inga underarter finns listade i Catalogue of Life.